# Microniphades
Microniphades – rodzaj chrząszcza z rodziny ryjkowcowatych i podrodziny Molytinae.
Rodzaj ten wprowadzony został w 1987 roku przez Władimira W. Żerichina jako takson monotypowy, obejmujący jedynie gatunek Microniphades schawalleri. W 2013 roku opisany Massimo Meregalli opisał gatunek Microplinthus parbatensis i rozważał jego umieszczenie w rodzaju Microniphades, bowiem gatunek ten może zajmować nie tylko pozycję bazalną względem pozostałych gatunków Microplinthus, ale także względem Falsanchonus. Jednak umieszczenie go w rodzaju Microniphades oznaczałoby dewaluację znanych apomorfii Microplinthus, które gatunek ten posiada, stąd nie zdecydowano się na taki krok i rodzaj Microniphades pozostał monotypowy.
Ryjkowce o stosunkowo smukłym ryjku, dwukrotnie dłuższym niż szerszym, krótszym od przedplecza i słabo zakrzywionym. Funiculus czułków zbliżony długością do trzonka, długi i smukły, o prawie kulistych członach dystanych i dwojako: stercząco i leżąco owłosionym członie ostatnim. Jajowata, najszersza w nasadowej ⅓ buławka czułka jest wyraźnie od funikulusa oddzielona. Podbródek zwężony jest silnie ku nasadzie. Przedplecze u nasady łukowate, na wierzchu grubo punktowane i skąpo, długo oszczecone. Pokrywy w obrysie prawie eliptyczne, w pobliżu środka najszersze. Międzyrzędy bez guzków, te od pierwszego do siódmego z rządkiem silnych, sterczątych szczecinek każdy. Śródpiersie z wąskim, trójkątnym wyrostkiem rozsuwającym środkowe biodra. Odnóża o udach smukłych, nieuzbrojonych, tylnych sięgających nasady przedostatniego wentrytu, goleniach smukłych i prawie prostych, a pazurkach z krótkimi ząbkami.
Jedyny znany gatunek wykazany tylko z Nepalu.